# The Unnamables
The Unnamables ist ein Studioalbum der französischen Gruppe Univeria Zekt, das im Januar 1972 über Thélème veröffentlicht wurde. Die Gruppe Univeria Zekt ist ein Nebenprojekt von Christian Vanders Zeuhl-Gruppe Magma. Im Vergleich zu Magmas bisherigen härteren Zeuhl-Alben Magma von 1970 und 1001° Centigrades von 1971 bietet The Unnamables einen für breitere Publikumsschichten zugänglicheren Jazz-Fusion-Sound, im Stile von Herbie Hancock oder Donald Byrd.

## Hintergrund
The Unnamables war eigentlich ein verkleidetes Magma-Album, das Hörer in die Welt der Band heranführen sollte, jedoch aus vertraglichen Gründen nicht unter dem Bandnamen Magma, sondern Univeria Zekt erschien. Das Album wurde vom Plattenlabel Philips/Thélème und Laurent Thibault initiiert und im Studio des Château d’Hérouville von fast der gleichen Besetzung wie bei 1001° Centigrades aufgenommen. Es wiederholt den Stil der ersten beiden Magma-Alben, verzichtet aber auf das Zeuhl-Konzept. Drei Stücke stammen von Teddy Lasry und ein Stück von François „Faton“ Cahen, die relativ nah am Jazz-Rock-Stil der damaligen Zeit waren. Die anderen Titel stammen von Christian Vander und ähneln eher dem von Magma bekannten Musikstil.
Zwei von Vanders Stücken wurden auf dem Soundtrack des Films 24 Heures Seulement verwendet und sind auf der Platte Archiw I in dem Box-Set Studio Zünd enthalten. The Unnamables erschien ursprünglich auf dem Label Thélème von Laurent Thibault und wurde 1986 von Cryonic und 1993 von Musea neu aufgelegt. Die Titel Altcheringa und Ündïa wurden im gleichen Jahr auf einer Promotion-Single ausgekoppelt.

## Titelliste
| Nr. | Titel                        | Autor(en)       | Länge |
| --- | ---------------------------- | --------------- | ----- |
| 1.  | You Speak And Speak Colegram | Lasry           | 2:10  |
| 2.  | Altcheringa                  | Cahen, Zabu     | 3:27  |
| 3.  | Clementine                   | Lasry           | 3:00  |
| 4.  | Something’s Cast A Spell     | Lasry, Ledissez | 4:16  |

| Nr.          | Titel          | Autor(en)    | Länge |
| ------------ | -------------- | ------------ | ----- |
| 5.           | Ourania        | Vander       | 4:23  |
| 6.           | Africa Anteria | Vander       | 11:30 |
| 7.           | Ündia          | Vander       | 4:47  |
| Gesamtlänge: | Gesamtlänge:   | Gesamtlänge: | 33:47 |

## Rezeption
Nick Brücker hält das Album, entgegen der Intention der Band, nicht für ein breitere Hörerschichten ansprechendes Werk, es ist aber frei von Magmas „monolithischen Zeuhl … und [Vanders] gravitätischen, monotonen Akkordschreitereien.“. „Dennoch ist nicht zu überhören, wer hier im Studio gestanden hat. Gerade bei den letzten 3 Stücken, die allesamt aus der Feder des Großmeisters stammen, ist jene Dominanz von Schlagzeug, Klavier und Bass zu hören, die Magma so sehr auszeichnet. Meist wird hier jedoch improvisiert …“ Er lobt Ündia für die „geradezu fröhlichen Stimmung, … durch [den] ungewohnt melodiösen Gesang Blasquiz’ und die weitgehend akustische Instrumentierung …“ Die Songs 1–4 hält er aufgrund ihrer durchkomponierten Struktur für besonders interessant. Er bewertet das Album auf den Babyblauen Seiten mit 10/15 Punkten. Auf dem englischsprachigen Progressive-Rock-Portal Prog Archives wird es von 63 Benutzern mit 3,19/5 Punkten bewertet.